# Долотін Олександр Михайлович
Олександр Михайлович Доло́тін (нар. 26 серпня 1922, Валуйське — пом. 4 жовтня 1990, Київ) — український радянський художник; член Спілки радянських художників України з 1958 року.

## Біографія
Народився 26 серпня 1922 року на хуторі Валуйському (тепер село Валуйське Щастинського району Луганської області, Україна). Брав участь у німецько-радянській війні. Нагороджений орденом Вітчизняної війни ІІ ступеня (6 квітня 1985).
Упродовж 1949—1955 років навчався у Київському художньому інституті (викладачі Василь Касіян, Олександр Пащенко, Іларіон Плещинський). Дипломна робота — серія плакатів «38-ма річниця Великої Жовтневої соціалістичної революції» (керівник Василь Касіян).
Жив у Києві в будинку на вулиці Щорса, № 27 а, квартира № 2. Помер в Києві 4 жовтня 1990 року.

## Творчість
Працював в галузях станкового живопису, плаката та монументально-декоративного мистецтва. Серед робіт:
плакати
- «Стріляй влучно» (1953);
- «Хай живе трудова шахтарська дружба» (1954);
- «Більше продовольчих товарів населенню!» (1954);
- «Забезпечимо Донбас водою!» (1955);
- серія «За подальший технічний прогрес» (1956, у співавторстві з Іваном Дзюбаном і Олексієм Капітаном);
- «Слава героям Великого Жовтня!» (1957);

Плакат «1917–1955».

- «1917–1955» (1957);
- «Великий Ленін — творець першої в світі соціалістичної держави» (1957);
- «За Радянську республіку» (1958);
- «Народу радянському слава!» (1959, у співавторстві з Олексієм Капітаном);
- «Новатор Дмитро Сидорук» (1959);
- «Єдність народів — запорука миру» (1961, у співавторстві з Олексієм Капітаном та Іваном Дзюбаном);
- «Бодай кати їх постинали…» (1964);
- «Відродимо славу українських буряківників» (1964);

живопис
- «На Азовському морі» (1954);
- «У Гурзуфі» (1957);
- «У Києво-Печерській лаврі» (1957);
- «Литовські дівчата» (1958);
- «Герой Радянського Союзу Д. Ковешников» (1985);

монументальне мистецтво
- «До комунізму» (1964; кольорова керамічна плитка на торцях будинків у місті Рудний, Казахстан);
- «Ювілей Радянської влади» (1964; кольорова керамічна плитка, кольоровий цемент; на торці Будинку художника у Сумах);
- «Ким бути?» (1967, кераміка на фасаді будівлі середньої школи у Києві);
- «Українська народна творчість» (1967, мозаїчне панно на торцях будинків по Відрадному проспекту у Києві, у співавторстві з Іваном Аполлоновим і Валерієм Карасем);
- «Фігурне катання» (1968, у санаторії «Донбас», Слов'янськ);
- «Лісова пісня» (1969; у санаторії «Донбас», Слов'янськ);
- «Визволителям Могилева-Подільського» (1970; мозаїчне панно, Могилів-Подільський);
- «Хлібороби» (1975, мозаїчне панно);
- «Пори року» (1977, вітражі).

У 1942 році, перебуваючи у Керчі, виконав малюнки-портрети захисників міста («Матрос Чорников», «Старшина 1-ї статті Коваль» та інші; всі — картон) і акварель «Трофейні кораблі».
Брав участь у всеукраїнських, всесоюзних та зарубіжних художніх виставках з 1954 року. Персональна виставка відбулася у Києві у 1958 році.

## У мистецтві
Портрет художника у 1957 році виконав Іван Дзюбан.